# Jean Giraudoux
Hippolyte Jean Giraudoux (IPA: [ʒiʁodu] ; Bellac, 1882. október 29. – Párizs, 1944. január 31.) francia regényíró, esszéíró, diplomata és drámaíró. Az első és a második világháború közötti időszak legjelentősebb francia drámaírói között tartják számon.
Munkássága stílusos eleganciájáról és költői fantáziájáról ismert, domináns témája a háborúellenesség, a férfi és nő – vagy bizonyos esetekben a férfi és valami elérhetetlen ideál – kapcsolata.

## Élete
Giraudoux az Haute-Vienne állambeli Bellacban született, ahol apja, Léger Giraudoux a Közlekedési Minisztériumnál dolgozott. Giraudoux a sceaux-i Lycée Lakanalban tanult, majd diplomája megszerzése után sokat utazott Európában. Miután 1910-ben visszatért Franciaországba, a Külügyminisztériumban kapott állást. Az első világháború elején kitüntetéssel szolgált, 1915-ben kétszer is megsebesült. Ő lett az első író, aki elnyerte a háborús becsületrendet. Meggyőződés pacifista lett.
Suzanne Boland 1919. december 29-én fiat szült neki, Jean-Pierre-t. 1921-ben házasodtak össze, miután Suzanne előző évben elvált. Eleinte regényei révén ért el irodalmi sikereket. 1922-ben jelent meg a Suzanne et le Pacifique című regénye, amelyet még abban az évben a Siegfried et le Limousin követett, amelyet Balzac-díjjal tüntettek ki, 1924-ben pedig a Juliette au pays des hommes. 1926-ban a Becsületrend tisztjévé léptették elő. Eglantine című regénye 1927-ben jelent meg. Louis Jouvet színész-rendezővel 1928-ban kezdődött folyamatos együttműködése, amikor Jouvet radikálisan leegyszerűsítette Siegfriedje színpadi adaptációját. Ő ösztönözte az írásra, és színművei szerezték meg számára a nemzetközi hírnevet. Angol nyelvterületen nagyrészt Christopher Fry (Trójában nem lesz háború) és Maurice Valency (Chaillot bolondja, Ondine, Az elvarázsolt, Bellac Apollója) című drámáinak díjnyertes adaptációi révén vált ismertté.
Giraudoux Florence Meyer Blumenthal mellett zsűritagként ítélte oda a Blumenthal-díjat, amelyet 1919 és 1954 között festőknek, szobrászoknak, dekorátoroknak, metszőknek, íróknak és zenészeknek ítéltek oda. A politikában a Radikális Párt tagja volt, 1932-ben Édouard Herriot kabinetjében dolgozott, majd 1939-ben Édouard Daladier információs miniszterré nevezte ki.
A párizsi Passyi temetőben nyugszik.

## Művei

### Publikációk
- Provinciales (1909)
- L'École des indifférents (1911)
- Lectures pour une ombre (1917)
- Simon le Pathétique (1918)
- L'Adieu à la guerre (1919) Grasset[15]
- Elpénor (1919)
- Amica America (1919)
- Adorable Clio (1920)
- Suzanne et le Pacifique (1921)
- Siegfried et le Limousin (1922)
- Juliette au pays des hommes (1924)
- Bella (1926)
- Églantine (1927)
- Aventures de Jérôme Bardini (1930)
- La France sentimentale (1932)
- Combat avec l'ange  (1934)
- Choix des élues (1939)
- Pleins pouvoirs (1939)
- Armistice à Bordeaux (1945)
- Sans pouvoirs (1946)
- La Menteuse (1958)

### Színdarabjai
- Siegfried (Comédie des Champs-Élysées, 1928)
- Amphitryon 38 (Comédie des Champs-Élysées, 1929)
- Judith (Théâtre Pigalle, 1931)
- Intermezzo (Comédie des Champs-Élysées, 1933)
- Tessa (Théâtre de l'Athénée, 1934)
- Supplément au voyage de Cook (Théâtre de l'Athénée, 1935)
- Trójában nem lesz háború (Théâtre de l'Athénée, 1935)
- Elektra (Théâtre de l'Athénée, 1937)
- L'Impromptu de Paris (Théâtre de l'Athénée, 1937)
- Song of Songs (Comédie-Française, 1938)
- Ondine (Théâtre de l'Athénée, 1939)
- Apollo du Bellac (Teatro Municipal (Rio de Janeiro), 1942)
- Szodoma és Gomorra (Théâtre Hébertot, 1943)
- Chaillot bolondja (Théâtre de l'Athénée, 1945)
- Duel of Angels (Pour Lucrèce) (Théâtre Marigny, 1953)
- Les Gracques (befejezetlen; bemutató: 1958)

### Filmek
- Langeais hercegnője (1942), adaptáció és dialógusok[16]
- A bűn angyalai (1943) forgatókönyv[17]

### Angol nyelvű gyűjteményekben
- Giraudoux, Jean (1958), Négy színdarab, átdolgozta Maurice Valency. New York: Hill and Wang, Inc. OCLC 807008 [1. kötet: Ondine, Enchanted, Madwoman of Challot, Apollo of Bellac ]
- Giraudoux, Jean (1964), Three Plays, vol. 2, Fordította: Phyllis La Farge és Peter H. Judd. New York: Hill és Wang. OCLC 751419 [2. kötet: Siegfried, Amphitryon 38, Electra ]
- Giraudoux, Jean (1963), Három színdarab, fordította Christopher Fry. New York: Oxford University Press. OCLC 21419365 [I. kötet: Tigris a kapukban; Angyalok párbaja; Judith ]
- Giraudoux, Jean (1967), Színművek, 1. köt. 2, Roger Gellért fordítása. London: Oxford University Press. OCLC 656767230 [ Amphitryon; Intermezzo; Ondine ]

## Fordítás
- Ez a szócikk részben vagy egészben  a   Jean Giraudoux című angol Wikipédia-szócikk ezen változatának fordításán alapul.  Az eredeti cikk szerkesztőit annak laptörténete sorolja fel. Ez a jelzés csupán a megfogalmazás eredetét és a szerzői jogokat jelzi, nem szolgál a cikkben szereplő információk forrásmegjelöléseként.

## További irodalom
- Cohen, Robert (1968), Giraudoux; A sors három arca, University of Chicago Press, Chicago ISBN 0-226-11248-9
- Fletcher, John (1972), Forces in Modern French Drama, Frederick Ungar Publishing Co., New York ISBN 0-8044-2199-4
- Fowlie, Wallace (1967), Dionüszosz Párizsban; Útmutató a kortárs francia színházhoz, Meridian Books, Inc, New York ISBN 0-452-00092-0
- Grossvogel, David I. (1958), 20. századi francia dráma, Columbia University Press, New York
- Inskip, Donald, (1958), Jean Giraudoux, The Making of a Dramatist, Oxford University Press, New York
- Knowles, Dorothy (1968), A háborúk közötti évek francia drámája, 1918–39, Barnes & Noble, Inc., New York
- LeSage, Laurent (1959), Jean Giraudoux; Élete és munkái, The Pennsylvania State University Press